# Захаров, Сергей Степанович
Серге́й Степа́нович Заха́ров (18 сентября 1901, д. Старое Семёнково, Владимирская область, Россия — 19 ноября 1989, Белорусская ССР, Могилевская обл., г. Горки) — белорусский ученый в области земледелия. Доктор сельскохозяйственных наук (1958), профессор (1959). Заслуженный деятель науки БССР (1965).

## Биография
Окончил Московскую сельскохозяйственную академию имени К. А. Тимирязева (1931).
С 1933 г. — в Белорусской сельскохозяйственной академии. В 1942—1944 гг. — директор Института социалистического сельского хозяйства АН БССР. В 1950—1951 гг. — декан агрономического факультета, в 1951—1953 гг. — проректор по научной работе, в 1954—1974 гг. — заведующий кафедрой земледелия в БСХА. Депутат Верховного Совета БССР 1-го созыва.
Научные работы по эффективности севооборотов с использованием травосеянию, промежуточных культур, сидератов, извести и систем гербицидов. Исследовал эффективность основных предшественников сельскохозяйственных культур в условиях Белоруссии.
Скончался 19 ноября 1989 года в г. Горки Могилевская обл. Похоронен на Оршанском кладбище.

## Награды
Награждён орденом Ленина (1961), Трудового Красного Знамени (1974), «Знак Почета» (1953, 1956), медалью «За трудовое отличие» (17.12.1940, «в ознаменование 100-летнего юбилея Белорусского сельскохозяйственного института, за заслуги в деле подготовки высококвалифицированных специалистов сельского хозяйства») и другими медалями, а также Почетной грамотой Верховного Совета БССР (1978).

## Основные публикации
- Занятыя папары і рацыянальнае іх выкарыстанне. — Мн., 1960.
- Основы земледелия. — Мн.,1963.
- Земледелие Западной и Северо-Западной зон СССР. — М., 1967.